# Marceau Rieul
Marcel Sorieul, dit Marceau Rieul, né le 25 février 1900 à Bolbec et mort le 21 novembre 1977 au Havre, est un écrivain cauchois d'expression normande, auteur d’Arseine Toupétit.

## Biographie
Il fait son apprentissage de typographe et travaille au journal Le Havre Éclair. En captivité en Allemagne pendant la Seconde Guerre mondiale, il monte une pièce de théâtre en cauchois Le Grand Match des GDB. Après la guerre, il travaille chez Le Havre Presse et à partir de 1960, écrit des histoires cauchoises, publiées tous les samedis. En 1965, il publie un recueil d'une quarantaine de ces histoires Arseine Toupétit, ses meilleues histouées cauchoises (republié 2004).
En cauchois, Sorieul voulant dire « débauche de saules », l'écrivain prit comme pseudonyme Marceau variante du prénom Marcel, en jeu de mots avec Marceau/Marseau/Marsaule/Marsault, Salix caprea (Marrsaús [marsô] en cauchois, espèce voisine du saule blanc - Salix alba, Saús [sô] en cauchois, franco-patoisé So/Sô), et Rioll [riolt] (débauche/bavardage/moquerie en cauchois, franco-patoisé Rieul).

## Référence
- Arseine Toupétit, Le Pucheux, 2004  (ISBN 2-9517552-5-2)